# Skeid Fotball 2009
Questa voce raccoglie le informazioni riguardanti lo Skeid Fotball nelle competizioni ufficiali della stagione 2009.

## Stagione

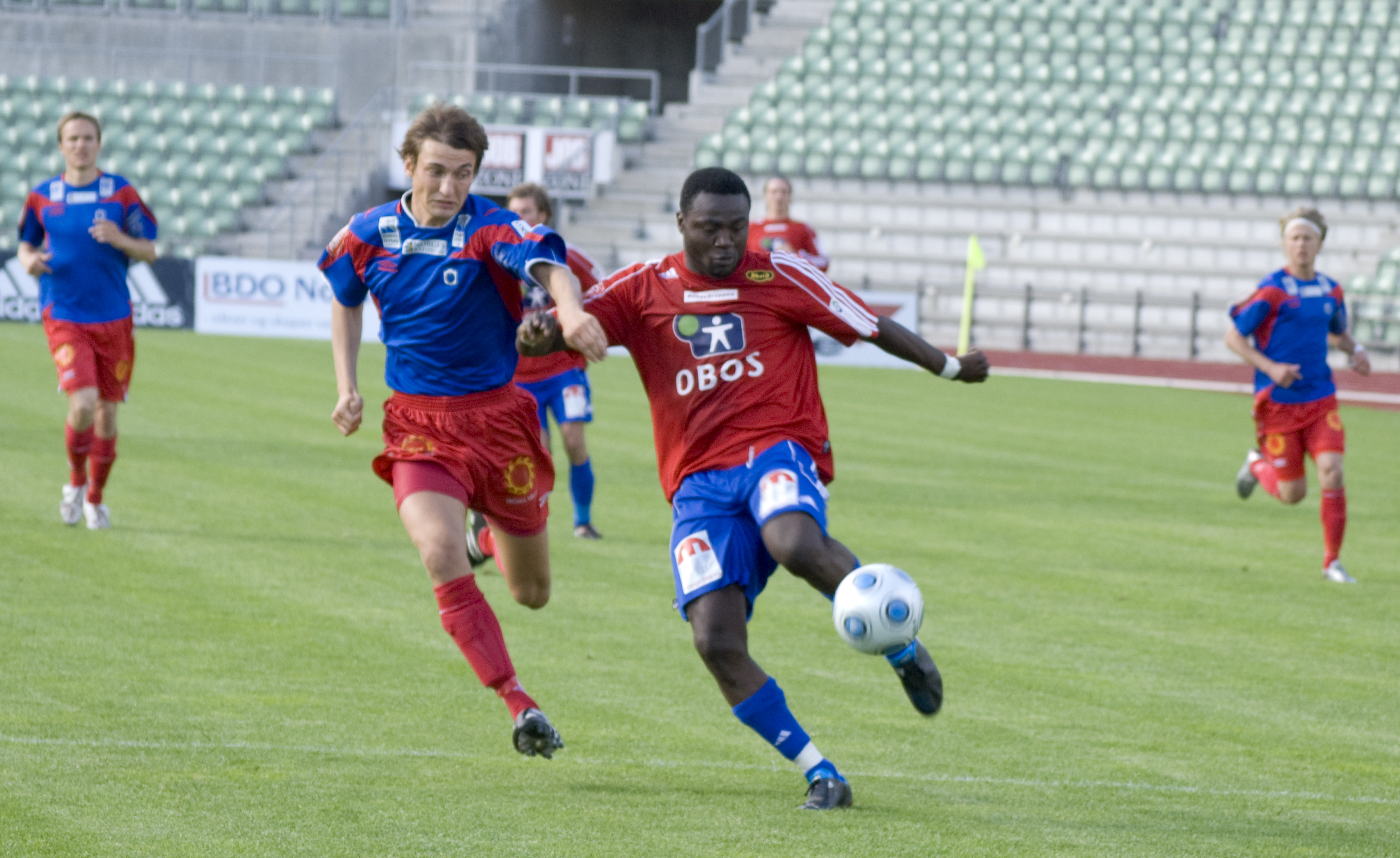
Abiodun in azione nella sfida contro il Tromsdalen.

A seguito del 1º posto nel girone di competenza della 2. divisjon 2008 ed alla conseguente promozione, lo Skeid è stato chiamato ad affrontare la 1. divisjon 2009, oltre al Norgesmesterskapet. L'avventura in quest'ultima competizione si è chiusa al primo turno, con l'eliminazione per mano del Kvik Halden. In campionato, lo Skeid si è classificato al 16º ed ultimo posto, retrocedendo pertanto in 2. divisjon.
Kim Nysted è stato il calciatore maggiormente utilizzato in stagione, totalizzando 29 presenze tra campionato e coppa. Oluwasegun Abiodun è stato il miglior marcatore a quota 7 reti, totalizzate tutte in campionato.

## Maglie e sponsor
Lo sponsor tecnico per la stagione 2009 è stato Adidas, mentre lo sponsor ufficiale è stato OBOS. La divisa casalinga era composta da una maglietta rossa con rifiniture bianche, pantaloncini e calzettoni blu.
| Casa | Trasferta |

## Rosa
| N. |                     | Ruolo | Calciatore                |
| -- | ------------------- | ----- | ------------------------- |
| 1  | Irlanda (bandiera)  | P     | Gary Hogan                |
| 2  | Norvegia (bandiera) | D     | Jo Andreas Gundersen      |
| 3  | Norvegia (bandiera) | D     | Timothy Strøm-Pedersen    |
| 3  | Norvegia (bandiera) | D     | Martin Vethe              |
| 4  | Norvegia (bandiera) | D     | Joar Harøy                |
| 5  | Norvegia (bandiera) | D     | Marius Pierau             |
| 6  | Norvegia (bandiera) | D     | Erlend Ormbostad          |
| 7  | Norvegia (bandiera) | C     | Tom Erik Breive           |
| 8  | Norvegia (bandiera) | C     | Simen Røine Johansen      |
| 9  | Norvegia (bandiera) | A     | Alexander Larsen          |
| 10 | Nigeria (bandiera)  | A     | Oluwasegun Abiodun        |
| 11 | Norvegia (bandiera) | A     | Preben Mankowitz          |
| 12 | Norvegia (bandiera) | P     | Martin Vasillis Jørgensen |
| 13 | Norvegia (bandiera) | D     | Morten-André Slorby       |
| 14 | Norvegia (bandiera) | D     | Anders Hatlén             |

| N. |                        | Ruolo | Calciatore           |
| -- | ---------------------- | ----- | -------------------- |
| 15 | Norvegia (bandiera)    | C     | Bjørn Yngvar Kydland |
| 16 | Nigeria (bandiera)     | D     | Franklin Opuama      |
| 17 | Norvegia (bandiera)    | A     | Bardh Shala          |
| 18 | Norvegia (bandiera)    | A     | Kim Nysted           |
| 19 | Norvegia (bandiera)    | D     | Thomas Valø          |
| 20 | Norvegia (bandiera)    | D     | Thomas Wæhler        |
| 21 | Turchia (bandiera)     | A     | Mesut Can            |
| 22 | Paesi Bassi (bandiera) | P     | Beau Molenaar        |
| 22 | Norvegia (bandiera)    | P     | Anders Søvik         |
| 23 | Norvegia (bandiera)    | D     | Magnus Paulsen       |
| 24 | Norvegia (bandiera)    | D     | Abdel El Moussaoui   |
| 25 | Norvegia (bandiera)    | C     | Faysal Ahmed         |
| 26 | Norvegia (bandiera)    | A     | Stian Pettersen      |
| 27 | Norvegia (bandiera)    | C     | Adnan Haidar         |
| 27 | Norvegia (bandiera)    | C     | Victor Ashby         |

## Calciomercato

### Sessione invernale
| Arrivi | Arrivi             | Arrivi     | Arrivi     |
| R.     | Nome               | da         | Modalità   |
| ------ | ------------------ | ---------- | ---------- |
| P      | Gary Hogan         | Steinkjer  | definitivo |
| P      | Beau Molenaar      | Haugesund  | prestito   |
| D      | Thomas Valø        | Rosenborg  | definitivo |
| D      | Thomas Wæhler      | Mjøndalen  | definitivo |
| C      | Adnan Haidar       | Vålerenga  | prestito   |
| A      | Oluwasegun Abiodun | HamKam     | definitivo |
| A      | Alexander Larsen   | Strindheim | definitivo |

| Partenze | Partenze           | Partenze       | Partenze   |
| R.       | Nome               | a              | Modalità   |
| -------- | ------------------ | -------------- | ---------- |
| P        | Anders Hansen      |                | svincolato |
| P        | André Hansen       | Lillestrøm     | definitivo |
| P        | Bjarte Kringlemoen |                | svincolato |
| P        | André Ulla         |                | svincolato |
| D        | Ulrik Arneberg     |                | svincolato |
| C        | Dawda Leigh        |                | svincolato |
| C        | Kjell André Thu    | Sarpsborg 08   | definitivo |
| C        | Kristoffer Tollås  | Asker          | definitivo |
| A        | Mustafa Abdellaoue |                | svincolato |
| A        | Mesut Can          | Manglerud Star | prestito   |
| A        | Espen Grina        |                | svincolato |

### Sessione estiva
| Arrivi | Arrivi                 | Arrivi         | Arrivi        |
| R.     | Nome                   | da             | Modalità      |
| ------ | ---------------------- | -------------- | ------------- |
| D      | Timothy Strøm-Pedersen | Drøbak/Frogn   | definitivo    |
| A      | Mesut Can              | Manglerud Star | fine prestito |

| Partenze | Partenze     | Partenze       | Partenze |
| R.       | Nome         | a              | Modalità |
| -------- | ------------ | -------------- | -------- |
| D        | Martin Vethe | Manglerud Star | prestito |

## Risultati

### 1. divisjon

#### Girone di andata
| Arbitro: | Ahlsen (Navestad) |

|  |           |                         |
|  | Marcatori | 1’, 16’ Shala 4’ Hatlén |

| Arbitro: | Alapnes (Stjørdal) |

|            |           |  |
| Nysted 38’ | Marcatori |  |

| Sarpsborg 19 aprile 2009, ore 18:00 3ª giornata | Sarpsborg 08     | 0 – 0 referto | Skeid | Sarpsborg Stadion (1.055 spett.)\| Arbitro: \| Hakestad (Stord) \| |
| Arbitro:                                        | Hakestad (Stord) |               |       |                                                                    |

| Arbitro: | Kristiansen Toppe |

|           |           |  |
| Sørum 40’ | Marcatori |  |

| Arbitro: | Ahlsen (Navestad) |

|  |           |                                            |
|  | Marcatori | 39’ (rig.), 58’, 75’ L. Lafton 77’ Saaliti |

| Arbitro: | Kristiansen Toppe |

|                                                       |           |  |
| Andersen 27’ Midtgarden 55’ Paul 80’ Ajeti 90’ (rig.) | Marcatori |  |

| Arbitro: | Johansen (Brevik) |

|  |           |                         |
|  | Marcatori | 17’ Råstad 34’ Ringberg |

| Arbitro: | Tennøy (Bergen) |

|                            |           |            |
| Vikesdal Petersen 52’, 54’ | Marcatori | 14’ Breive |

| Arbitro: | Thorsø Hansen |

|                    |           |                     |
| Abiodun 41’ (rig.) | Marcatori | 37’ Ohene 58’ Walde |

| Moss 7 giugno 2009, ore 18:00 10ª giornata                           | Moss      | 2 – 2 referto    | Skeid | Melløs Stadion (1.612 spett.) |
| \| \| \| \| \| Kvalheim 24’, 34’ \| Marcatori \| 33’, 45’ Abiodun \| |           |                  |       |                               |
|                                                                      |           |                  |       |                               |
| Kvalheim 24’, 34’                                                    | Marcatori | 33’, 45’ Abiodun |       |                               |

| Arbitro: | Kristiansen Toppe |

|                       |           |                                                                   |
| Slorby 49’ Pierau 90’ | Marcatori | 3’ (aut.) Gundersen 19’ M. Andersen 42’ T. Braaten 60’ V. Braaten |

| Arbitro: | Ahlsen (Navestad) |

|                                                  |           |  |
| Frejd 10’ Risholt 23’ Sylling Olsen 68’ Torp 90’ | Marcatori |  |

| Arbitro: | Ditlefsen (Mo i Rana) |

|          |           |                    |
| Valø 40’ | Marcatori | 15’, 33’ Gundersen |

| Arbitro: | Døvle (Larvik) |

|               |           |          |
| Dale 15’, 85’ | Marcatori | 90’ Valø |

| Arbitro: | Ahlsen (Navestad) |

|                       |           |  |
| Breive 2’ Abiodun 38’ | Marcatori |  |

#### Girone di ritorno
| Arbitro: | Kristiansen Toppe |

|  |           |                       |
|  | Marcatori | 11’ Kåven 35’ Toresen |

| Arbitro: | Steen (Bergen) |

|                        |           |  |
| Håland 1’ Midtsian 38’ | Marcatori |  |

| Arbitro: | Tennøy (Bergen) |

|  |           |                                 |
|  | Marcatori | 17’ Wiig 55’ (rig.) Johannessen |

| Oslo 16 agosto 2009, ore 18:00 19ª giornata                  | Skeid     | 0 – 2 referto              | Stavanger | Nordre Åsen Kunstgress (248 spett.) |
| \| \| \| \| \| \| Marcatori \| 29’ Neestrup 57’ Laaksonen \| |           |                            |           |                                     |
|                                                              |           |                            |           |                                     |
|                                                              | Marcatori | 29’ Neestrup 57’ Laaksonen |           |                                     |

| Arbitro: | Ditlefsen (Mo i Rana) |

|                           |           |                                      |
| Waage 13’, 64’ Giæver 17’ | Marcatori | 8’ Kydland 30’ Valø 54’ (rig.) Shala |

| Arbitro: | Bruheim |

|           |           |                              |
| Shala 74’ | Marcatori | 13’, 23’ Rnkovic 41’ Strange |

| Trysil 6 settembre 2009, ore 16:00 22ª giornata                                   | Nybergsund | 4 – 1 referto | Skeid | Nybergsund Stadion |
| \| \| \| \| \| Ojo 2’ Lapira 26’ Bredvold 78’, 88’ \| Marcatori \| 12’ Kydland \| |            |               |       |                    |
|                                                                                   |            |               |       |                    |
| Ojo 2’ Lapira 26’ Bredvold 78’, 88’                                               | Marcatori  | 12’ Kydland   |       |                    |

| Arbitro: | Steen (Bergen) |

|             |           |                 |
| Abiodun 32’ | Marcatori | 19’ Lubieniecki |

| Arbitro: | Ahlsen (Navestad) |

|              |           |            |
| Diomandé 90’ | Marcatori | 11’ Nysted |

| Arbitro: | Johansen (Brevik) |

|                                |           |           |
| Abiodun 41’ Wemberg 69’ (aut.) | Marcatori | 9’ Kalsæg |

| Bergen 4 ottobre 2009, ore 15:00 26ª giornata              | Løv-Ham   | 2 – 0 referto | Skeid | Varden Amfi (50 spett.) |
| \| \| \| \| \| Moldskred 34’ Låstad 90’ \| Marcatori \| \| |           |               |       |                         |
|                                                            |           |               |       |                         |
| Moldskred 34’ Låstad 90’                                   | Marcatori |               |       |                         |

| Oslo 13 ottobre 2009, ore 19:35 27ª giornata                    | Skeid     | 1 – 1 referto     | Kongsvinger | Nordre Åsen Kunstgress (733 spett.) |
| \| \| \| \| \| Abiodun 17’ \| Marcatori \| 36’ Sylling Olsen \| |           |                   |             |                                     |
|                                                                 |           |                   |             |                                     |
| Abiodun 17’                                                     | Marcatori | 36’ Sylling Olsen |             |                                     |

| Arbitro: | Bruheim |

|                                                                                       |           |  |
| Jørgensen 7’ (aut.) L. Lafton 17’ (rig.), 45’ Bangura 24’ Byfuglien 49’ Dmitrijev 51’ | Marcatori |  |

| Arbitro: | Kristiansen Toppe |

|  |           |                                     |
|  | Marcatori | 33’, 59’ Sørum 35’ Ørsal 90’ Đurđić |

| Arbitro: | Johansen (Brevik) |

|                                  |           |                        |
| Lehne Olsen 5’ Gullerud 50’, 54’ | Marcatori | 63’ Kydland 90’ Nysted |

### Norgesmesterskapet
| Halden 10 maggio 2009, ore 18:00 Primo turno                         | Kvik Halden | 2 – 1 referto | Skeid | Halden Stadion |
| \| \| \| \| \| Faraasen Olsen 51’, 90’ \| Marcatori \| 46’ Nysted \| |             |               |       |                |
|                                                                      |             |               |       |                |
| Faraasen Olsen 51’, 90’                                              | Marcatori   | 46’ Nysted    |       |                |

## Statistiche

### Statistiche di squadra
| Competizione       | Punti | In casa | In casa | In casa | In casa | In casa | In casa | In trasferta | In trasferta | In trasferta | In trasferta | In trasferta | In trasferta | Totale | Totale | Totale | Totale | Totale | Totale | DR  |
| Competizione       | Punti | G       | V       | N       | P       | Gf      | Gs      | G            | V            | N            | P            | Gf           | Gs           | G      | V      | N      | P      | Gf     | Gs     | DR  |
| ------------------ | ----- | ------- | ------- | ------- | ------- | ------- | ------- | ------------ | ------------ | ------------ | ------------ | ------------ | ------------ | ------ | ------ | ------ | ------ | ------ | ------ | --- |
| 1. divisjon        | 18    | 15      | 3       | 2       | 10      | 12      | 30      | 15           | 1            | 4            | 10           | 14           | 36           | 30     | 4      | 6      | 20     | 26     | 66     | -40 |
| Norgesmesterskapet | -     | 0       | 0       | 0       | 0       | 0       | 0       | 1            | 0            | 0            | 1            | 1            | 2            | 1      | 0      | 0      | 1      | 1      | 2      | -1  |
| Totale             | -     | 15      | 3       | 2       | 10      | 12      | 30      | 16           | 1            | 4            | 11           | 15           | 38           | 31     | 4      | 6      | 21     | 27     | 68     | -41 |

### Andamento in campionato
| Giornata  | 1 | 2 | 3 | 4 | 5 | 6  | 7  | 8  | 9  | 10 | 11 | 12 | 13 | 14 | 15 | 16 | 17 | 18 | 19 | 20 | 21 | 22 | 23 | 24 | 25 | 26 | 27 | 28 | 29 | 30 |
| --------- | - | - | - | - | - | -- | -- | -- | -- | -- | -- | -- | -- | -- | -- | -- | -- | -- | -- | -- | -- | -- | -- | -- | -- | -- | -- | -- | -- | -- |
| Luogo     | T | C | T | T | C | T  | C  | T  | C  | T  | C  | T  | C  | T  | C  | C  | T  | C  | C  | T  | C  | T  | C  | T  | C  | T  | C  | T  | C  | T  |
| Risultato | V | V | N | P | P | P  | P  | P  | P  | N  | P  | P  | P  | P  | V  | P  | P  | P  | P  | N  | P  | P  | N  | N  | V  | P  | N  | P  | P  | P  |
| Posizione | 1 | 1 | 2 | 4 | 9 | 12 | 13 | 14 | 16 | 16 | 16 | 16 | 16 | 16 | 16 | 16 | 16 | 16 | 16 | 16 | 16 | 16 | 16 | 16 | 16 | 16 | 16 | 16 | 16 | 16 |

Fonte:  OBOS-ligaen 2009, su altomfotball.no, Altomfotball. URL consultato il 24 aprile 2017 (archiviato dall'url originale il 29 aprile 2017).
Legenda:

Luogo: C = Casa; T = Trasferta. Risultato: V = Vittoria; N = Pareggio; P = Sconfitta.

### Statistiche dei giocatori
| Giocatore         | 1. divisjon | 1. divisjon | 1. divisjon | 1. divisjon | Norgesmesterskapet | Norgesmesterskapet | Norgesmesterskapet | Norgesmesterskapet | Coppe europee | Coppe europee | Coppe europee | Coppe europee | Altre coppe | Altre coppe | Altre coppe | Altre coppe | Totale   | Totale | Totale      | Totale     |
| Giocatore         | Presenze    | Reti        | Ammonizioni | Espulsioni  | Presenze           | Reti               | Ammonizioni        | Espulsioni         | Presenze      | Reti          | Ammonizioni   | Espulsioni    | Presenze    | Reti        | Ammonizioni | Espulsioni  | Presenze | Reti   | Ammonizioni | Espulsioni |
| ----------------- | ----------- | ----------- | ----------- | ----------- | ------------------ | ------------------ | ------------------ | ------------------ | ------------- | ------------- | ------------- | ------------- | ----------- | ----------- | ----------- | ----------- | -------- | ------ | ----------- | ---------- |
| O. Abiodun        | 20          | 7           | 5           | 1           | ?                  | ?                  | ?                  | ?                  |               |               |               |               |             |             |             |             | 20+      | 7+     | 5+          | 1+         |
| F. Ahmed          | 13          | 0           | 0           | 0           | ?                  | ?                  | ?                  | ?                  |               |               |               |               |             |             |             |             | 13+      | 0+     | 0+          | 0+         |
| V. Ashby          | 1           | 0           | 0           | 0           | ?                  | ?                  | ?                  | ?                  |               |               |               |               |             |             |             |             | 1+       | 0+     | 0+          | 0+         |
| T. Breive         | 16          | 2           | 3           | 0           | ?                  | ?                  | ?                  | ?                  |               |               |               |               |             |             |             |             | 16+      | 2+     | 3+          | 0+         |
| M. Can            | 4           | 0           | 0           | 0           | ?                  | ?                  | ?                  | ?                  |               |               |               |               |             |             |             |             | 4+       | 0+     | 0+          | 0+         |
| A. El Moussaoui   | 1           | 0           | 0           | 0           | ?                  | ?                  | ?                  | ?                  |               |               |               |               |             |             |             |             | 1+       | 0+     | 0+          | 0+         |
| J. Gundersen      | 26          | 0           | 2           | 0           | ?                  | ?                  | ?                  | ?                  |               |               |               |               |             |             |             |             | 26+      | 0+     | 2+          | 0+         |
| A. Haidar         | 11          | 0           | 1           | 0           | ?                  | ?                  | ?                  | ?                  |               |               |               |               |             |             |             |             | 11+      | 0+     | 1+          | 0+         |
| J. Harøy          | 21          | 0           | 4           | 1           | ?                  | ?                  | ?                  | ?                  |               |               |               |               |             |             |             |             | 21+      | 0+     | 4+          | 1+         |
| A. Hatlén         | 17          | 1           | 3           | 0           | ?                  | ?                  | ?                  | ?                  |               |               |               |               |             |             |             |             | 17+      | 1+     | 3+          | 0+         |
| G. Hogan          | 5           | -12         | 0           | 0           | ?                  | ?                  | ?                  | ?                  |               |               |               |               |             |             |             |             | 5+       | -12+   | 0+          | 0+         |
| M. Jørgensen      | 18          | -39         | 0           | 1           | ?                  | ?                  | ?                  | ?                  |               |               |               |               |             |             |             |             | 18+      | -39+   | 0+          | 1+         |
| B. Kydland        | 23          | 3           | 0           | 0           | ?                  | ?                  | ?                  | ?                  |               |               |               |               |             |             |             |             | 23+      | 3+     | 0+          | 0+         |
| A. Larsen         | 8           | 0           | 0           | 0           | ?                  | ?                  | ?                  | ?                  |               |               |               |               |             |             |             |             | 8+       | 0+     | 0+          | 0+         |
| P. Mankowitz      | 22          | 0           | 4           | 0           | ?                  | ?                  | ?                  | ?                  |               |               |               |               |             |             |             |             | 22+      | 0+     | 4+          | 0+         |
| B. Molenaar       | 8           | -15         | 0           | 0           | ?                  | ?                  | ?                  | ?                  |               |               |               |               |             |             |             |             | 8+       | -15+   | 0+          | 0+         |
| K. Nysted         | 28          | 3           | 5           | 0           | 1                  | 1                  | 1                  | 0                  |               |               |               |               |             |             |             |             | 29       | 4      | 6           | 0          |
| F. Opuama         | 0           | 0           | 0           | 0           | ?                  | ?                  | ?                  | ?                  |               |               |               |               |             |             |             |             | 0+       | 0+     | 0+          | 0+         |
| E. Ormbostad      | 18          | 0           | 1           | 0           | ?                  | ?                  | ?                  | ?                  |               |               |               |               |             |             |             |             | 18+      | 0+     | 1+          | 0+         |
| M. Paulsen        | 11          | 0           | 2           | 0           | ?                  | ?                  | ?                  | ?                  |               |               |               |               |             |             |             |             | 11+      | 0+     | 2+          | 0+         |
| S. Pettersen      | 13          | 0           | 4           | 0           | ?                  | ?                  | ?                  | ?                  |               |               |               |               |             |             |             |             | 13+      | 0+     | 4+          | 0+         |
| M. Pierau         | 16          | 1           | 5           | 0           | ?                  | ?                  | ?                  | ?                  |               |               |               |               |             |             |             |             | 16+      | 1+     | 5+          | 0+         |
| S. Røine Johansen | 18          | 0           | 3           | 0           | ?                  | ?                  | ?                  | ?                  |               |               |               |               |             |             |             |             | 18+      | 0+     | 3+          | 0+         |
| B. Shala          | 21          | 4           | 0           | 1           | ?                  | ?                  | ?                  | ?                  |               |               |               |               |             |             |             |             | 21+      | 4+     | 0+          | 1+         |
| M. Slorby         | 21          | 1           | 0           | 0           | ?                  | ?                  | ?                  | ?                  |               |               |               |               |             |             |             |             | 21+      | 1+     | 0+          | 0+         |
| A. Søvik          | 10          | 0           | 0           | 0           | ?                  | ?                  | ?                  | ?                  |               |               |               |               |             |             |             |             | 10+      | 0+     | 0+          | 0+         |
| T. Strøm-Pedersen | 10          | 0           | 0           | 0           | ?                  | ?                  | ?                  | ?                  |               |               |               |               |             |             |             |             | 10+      | 0+     | 0+          | 0+         |
| T. Valø           | 26          | 3           | 1           | 0           | ?                  | ?                  | ?                  | ?                  |               |               |               |               |             |             |             |             | 26+      | 3+     | 1+          | 0+         |
| M. Vethe          | 0           | 0           | 0           | 0           | ?                  | ?                  | ?                  | ?                  |               |               |               |               |             |             |             |             | 0+       | 0+     | 0+          | 0+         |
| T. Wæhler         | 17          | 0           | 3           | 0           | ?                  | ?                  | ?                  | ?                  |               |               |               |               |             |             |             |             | 17+      | 0+     | 3+          | 0+         |